# Mosteiro de Santa Cruz de Ribas

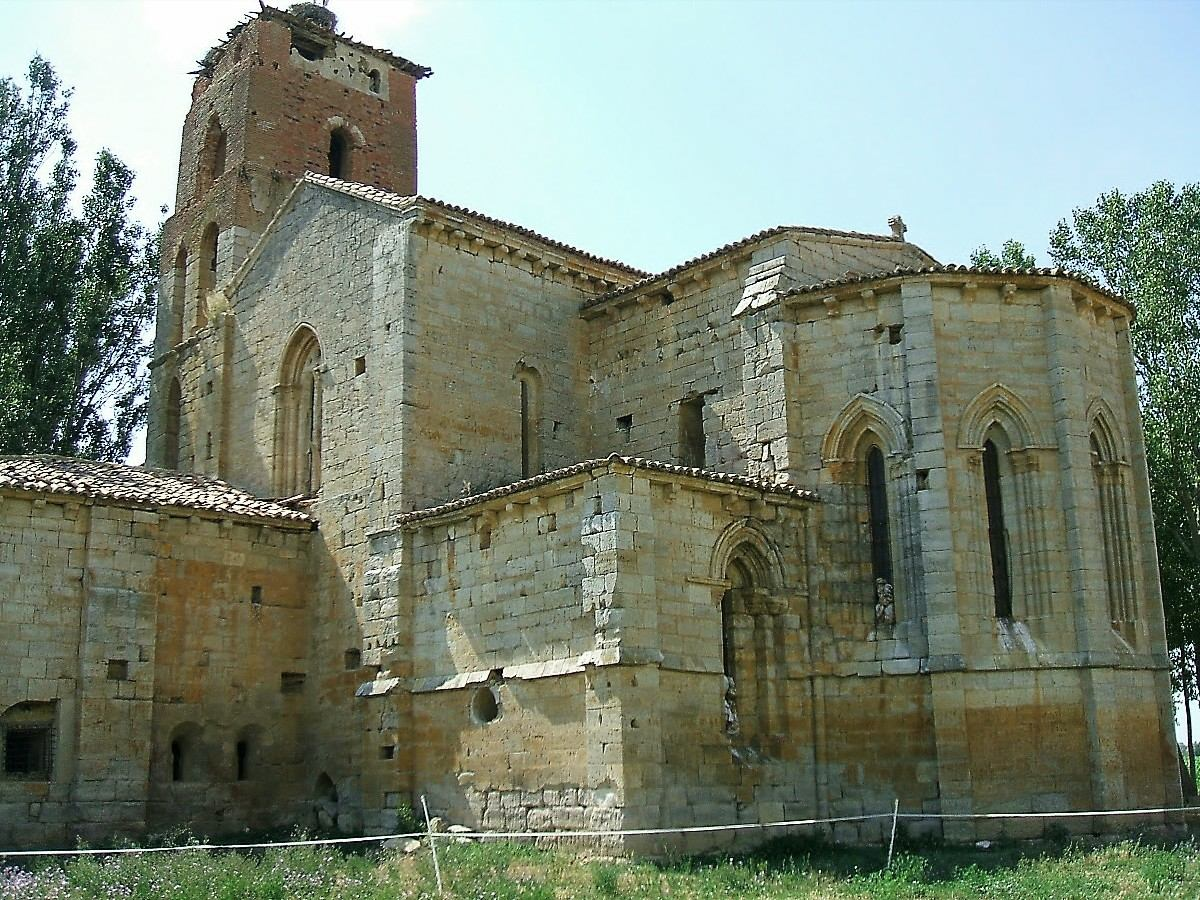
Mosteiro de Santa Cruz de Ribas

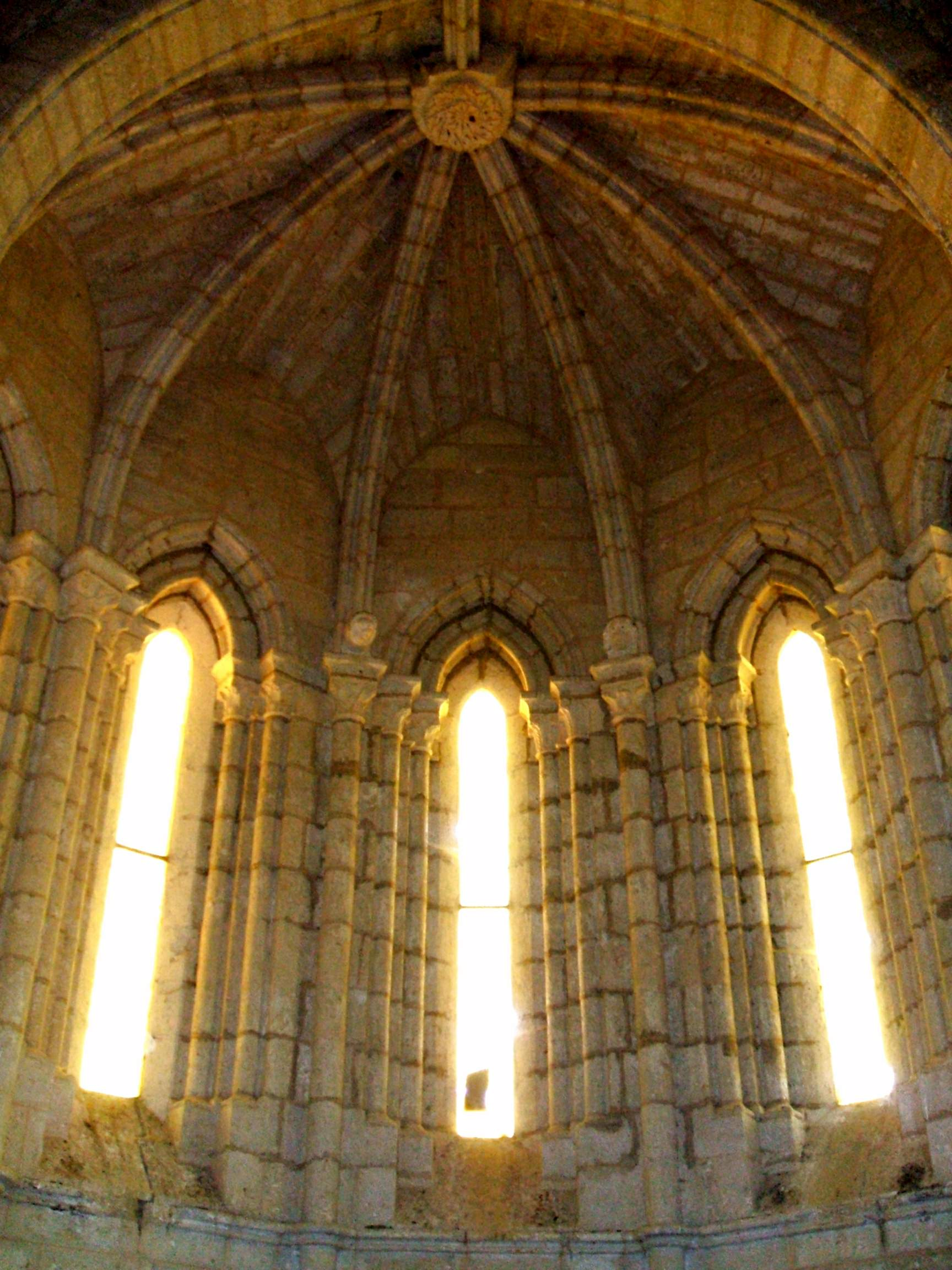
Interior

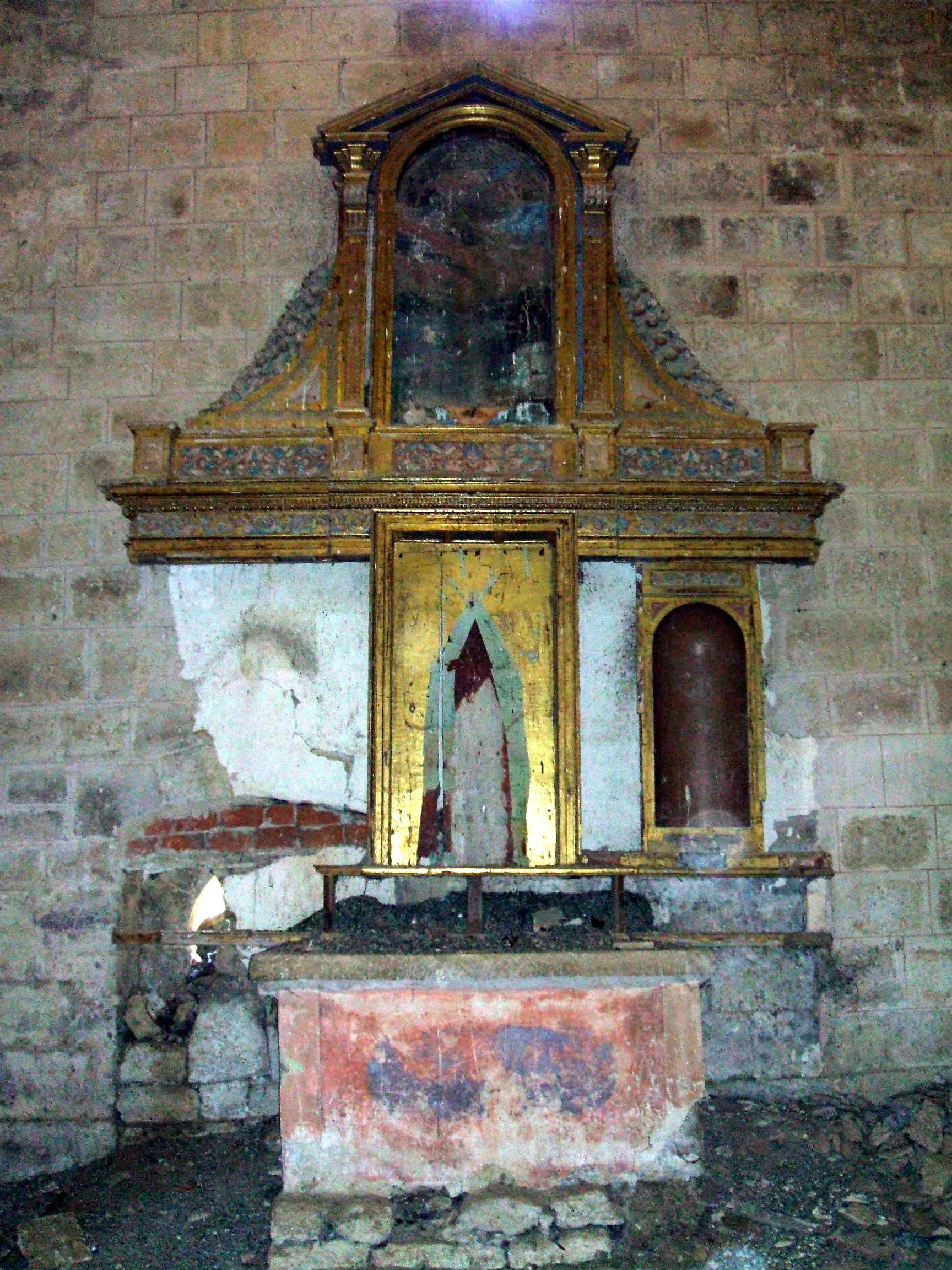
Altar

O Mosteiro de Santa Cruz de Ribas, também chamado de Santa Cruz de la Zarza, é um mosteiro espanhol semi-arruinado da ordem Premonstratense. Situada no baixo vale do rio Carrión, está situado entre Ribas de Campos e Monzón de Campos, na região de Tierra de Campos na Província de Palência, Castela e Leão. O edifício foi construído em um estilo de transição entre o românico e o gótico. O edifício está inscrito no registo do património espanhol da Bien de Interés Cultural.
A fundação do mosteiro data de 1176, quando o rei Alfonso VIII de Castela trouxe os monges premonstratenses do mosteiro de Santa María de Retuerta. Durante a Idade Média, pertenceu ao menor Merindad de Monzon (Meryndat de Monçon).
No final do século XVI, Filipe II da Espanha forneceu ao mosteiro 50.000 ducados para pagar pela expansão e reparos para evitar que a comunidade se mudasse para Valladolid. Em 1592, o monarca e seus filhos visitaram o mosteiro. Em 1627, a mudança da maioria dos premonstratenses reduziu a comunidade à de um priorado. Um incêndio em 1715 e uma inundação devastadora em 1739 marcaram os preliminares de sua desamortização em 1841, o processo de confisco de bens que afectou a maioria dos antigos mosteiros da Espanha.